# Ӹ
La Ӹ, minuscolo ӹ, detta anche Jery con dieresi è una lettera dell'alfabeto cirillico. Viene usata solamente in mari per rappresentare la vocale chiusa posteriore non arrotondata /ɯ/.